# مقاطعة بايبستون (مينيسوتا)
مقاطعة بايبستون (بالإنجليزية: Pipestone County)‏ هي إحدى مقاطعات ولاية مينيسوتا في الولايات المتحدة الأمريكية.